# Tântava, Giurgiu
Tântava, sau Tîntava, este un sat în comuna Grădinari din județul Giurgiu, Muntenia, România.
Vecinii sunt: Dârvari (Est); Pădurea Mihai Vodă (Nord); Comuna Grădinari (Sud); Ogrezeni (Vest).

## Râuri
Argeș (Sud si Vest)
Sabar (Est)

## Localități apropiate
Mihăilești, Neajlovu, Ogrezeni, Pădureni, Palanca, Podișor, Poenari, Posta, Săbăreni, Sterea, Teișori, Trestieni, Ulmi, Bacu, Moșteni, Joița, Buturugeni, Căscioarele Ulmi, Cosoba, Coteni.

## Agricultura și creșterea animalelor
Locuitorii cultivă în special cereale, precum porumb, grâu, orz, ovăz și secară.
Aici se mai cultivă și floarea soarelui, legume, și pomi fructiferi (legume: roșii, castraveți, varză, fasole, salată, cartofi, gulii, ridichi, morcovi, dovleci, vinete, dovlecei etc.; fructe: zmeură, căpșuni, pepeni, struguri etc.; pomi fructiferi: caiși, piersici, meri, corcoduși, pruni, vișini, cireși etc., dar și plante cu alte întrebuințări: fân, trifoi, rapiță).
Sunt inființate culturi de pawlonia ,un arbore cu creștere rapidă, originar din China.
Se cresc: vite, capre, cai (pentru tractarea căruțelor), găini și alte păsări domestice pentru ouă și carne, iepuri și animale de companie.

## Grupuri etnice

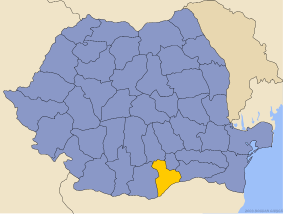

aprox.80% Români
aprox.18% Rromi
aprox. 2% Altele

## Religie
Majoritatea locuitorilor sunt creștin-ortodocși. Aproximativ 1% sunt de alte confesiuni creștine, în special locuitorii de etnie rromă.
Biserica ortodoxă are hramul „Sfânta Treime” și datează din anul 1876, fiind ctitorită de Egumenul Meletie.

## Limbi
Limbi studiate de elevi:
Româna(Limba natală)
Engleza
Franceza
Latina
Rusa(pe timpul Comunismului).
Limbi vorbite:
Română(toți locuitorii vorbesc limba română);
Engleză(majoritatea vorbitorilor de limbă engleză au vârste cuprinse între 10 și 20/25 de ani);
Franceză;
Persană(aprox.10 locuitori);
Esperanto(aprox.2 locuitori).
Există în sat și un grup restrâns, nedeclarat oficial,de vorbitor de limba esperanto, numit Grupul Esperantist Tântava (eo.:La Esperantista Grupo de la Tintavo).

## Etimologie
Numele acestui sat provine de la cuvântul ''tântáv''.

## Biodiversitate
Animale și plante de pe aproape tot cuprinsul României.
În special din zonele de stepă și câmpie (Animale:Vulpi,iepuri,prepelițe,fazani,dihori,gușteri,nevăstuici,lilieci,insecte,șerpi de casă,șoareci,vrăbii,rândunici,ciocârlii,căprioare,broaște țestoase și de lac, etc.; Plante
și flori:Urzici,cucute,trestie,papură,păpădii,susai,mure,costrei,troscot,etc.;Arbori și arbuști:Corcoduși,pruni,salcii,plopi,salcâmi,tei,porumbac,soc,măceș,etc.).

## Relief și climă
De câmpie,jos.Clima este temperat-continentală cu 4 anotimpuri,verile sunt fierbinți,adesea cu temperaturi depășind 30 de grade Celsius,iar iernile sunt aspre cu temperaturi foarte scăzute și viscole.

## Valea lui Tache
Această vale se află pe teritoriul satului, în partea de sud și sud-vest. Numele i se datorează unei legende locale,despre un om pe nume Tache.Acum mult timp Tache s-a dus la pescuit împreună cu calul său,dintr-o clipă de neatenție, Tache calcă pe marginea ce stătea să se surpe,acesta nu apuca-se să se ferească și așa căzu în prăpastia foarte adâncă, cu apă, trăgând și calul acestuia după el, amândoi muriră înecați!

## Arhitectura caselor
Arhitectura nu este foarte complicată,însă aceasta a început să se modernizeze pe aproape tot cuprinsul satului.Casele nu respectă anumite cerințe, fiind diferite una de alta.

## Pădurile
În trecut pădurile erau numeroase, dar din cauza locuitorilor acestea dispar treptat. Mai există câteva pâlcuri de arbori și arbuști.
Păduri: Pădurea Grădinari (Sud)
Pădurea Mihai Vodă (Nord)

## Etnonim
Tântăvean
Tântăveancă 
Tântăveni

## Putem întâlni
Biserica Ortodoxa Sfanta Treime cu hramurile Sfanta Treime, Sfantul Meletie, Sfantul Lazăr. Din data de 31 mai 2015, în aceasta biserică se află Icoana Maicii Domnului Portărița,
lucrată după icoana Maicii Domnului Portărița aflată la Mănăstirea IVIRON din Sfântul munte ATHOS - Grecia.
Fosta lăptărie;
Centrul;
Valea lui Tache;
Școala Gimnazială Nr.2 Tântava;
Căminul de persoane cu dizabilitati.

## Istorie
Prima atestare documentară a satului datează din anul 1589.   
Comuna Tântava era formată din satele Tântava Banului și Tântava-Bălășoaia, cu 1180 de locuitori. Existau aici o biserică, o moară de apă și o școală mixtă. În 1950, comunele au fost transferate raionului Mihăilești și apoi (după 1952) raionului Videle din regiunea București. După al Doilea Război Mondial, comuna Grădinari-Fălcoianca a luat numele actual de Grădinari și a absorbit comuna Tântava, iar satul Fălcoianca a luat în 1964 numele de Zorile.[11] În 1968, comuna a revenit în componența actuală la județul Ilfov, reînființat.[12][13] În 1981, o reorganizare administrativă regională a dus la transferarea comunei la județul Giurgiu.

## Străzi
Strada Băcanu, Strada Tufan, Strada Argeșului, Strada Sabarului, Strada Pădurii, Strada Liliacului, Strada Borțea, Strada Brebina, Strada lui Tache, Strada Stufului, Strada Sălcioara, Strada Agricultorilor (Cărusașilor), Strada Constructorilor, Strada Puțul cu salcie, Strada Platanilor, Strada Nucilor, Strada Frasinului, Strada Silea.